# Canali
Canali (Каналі) — італійський виробник розкішного чоловічого одягу. Штаб-квартира у Совіко, північному передмісті Мілану.
Заснований 1934 року Джакомо й Джованні Каналі. На 2013 рік на 7 італійських фабриках працює 1700 робітників, що шиють 250 тисяч речей.
На 2012 рік 87,5 % одягу експортується, й під торговою маркою Каналі щоденно шиється 1400 костюмів й 1600 штанів.